# Фігурне катання на зимових Олімпійських іграх 1980
Змагання з фігурного катання на зимових Олімпійських іграх 1980 тривали з 16 до 23 лютого на Олімпійській центральній арені в Лейк-Плесіді (США).

## Таблиця медалей
| Місце               | Країна              | Золото | Срібло | Бронза | Загалом |
| ------------------- | ------------------- | ------ | ------ | ------ | ------- |
| 1                   | СРСР                | 2      | 1      | 1      | 4       |
| 2                   | НДР                 | 1      | 1      | 1      | 3       |
| 3                   | Велика Британія     | 1      | 0      | 0      | 1       |
| 4                   | США                 | 0      | 1      | 1      | 2       |
| 5                   | Угорщина            | 0      | 1      | 0      | 1       |
| 6                   | Західна Німеччина   | 0      | 0      | 1      | 1       |
| Загалом (6 збірних) | Загалом (6 збірних) | 4      | 4      | 4      | 12      |

## Медалісти
| Дисципліна                  | Золото                                       | Срібло                                      | Бронза                                  |
| Одиночне катання (чоловіки) | Робін Казінс · Велика Британія               | Ян Гоффман · НДР                            | Чарлз Тікнер · США                      |
| Одиночне катання (жінки)    | Анетт Пйотч · НДР                            | Лінда Фратіані · США                        | Даґмар Лурц · Західна Німеччина         |
| Парне катання               | СРСР · Ірина Родніна · Олександр Зайцев      | СРСР · Марина Черкасова · Сергій Шахрай     | НДР · Мануела Маґер · Уве Беверсдорф    |
| Танці на льоду              | СРСР · Наталія Лінічук · Геннадій Карпоносов | Угорщина · Крістіна Регьоці · Андраш Шаллаї | СРСР · Ірина Моїсеєва · Андрій Міненков |

## Країни-учасниці
У змаганнях з фігурного катання на Олімпійських іграх у Лейк-Плесіді взяли участь спортсмени 20-ти країн.
- Австралія
- Австрія
- Канада
- Китай
- Чехословаччина
- НДР
- Фінляндія
- Франція
- Велика Британія
- Угорщина
- Італія
- Японія
- Південна Корея
- СРСР
- Іспанія
- Швеція
- Швейцарія
- США
- Західна Німеччина
- Югославія